# Хохловатое (озеро, Еткульский район)
Хохловатое — озеро в Еткульском районе Челябинской области. Площадь поверхности водного зеркала — 1,2 км². Площадь водосборного бассейна — 29,2 км². Высота над уровнем моря — 203 м.
Связано протокой с озером Еткуль. Северный берег порос камышом, южный — лесом. С северной стороны расположена деревня Печёнкино.
В озере водятся ротан, карп, карась, окунь.
Существуют два варианта происхождения названия озера. По первому гидроним произошёл от водоплавающей птицы хохлатой черни, называемой в этих краях «хохланом» или «хохлачём». По второму озеро назвали из-за проживающих поблизости малорусских казаков — «хохлов».
Вблизи озера проходит Лазоревая улица деревни Печёнкино и автодорога 75К-311 Журавлёво — Шеломенцево.